# Selenicereus anthonyanus
A Selenicereus anthonyanus egy jellegzetes megjelenésű epifita kaktusz, mely a természetben igen ritka, azonban termesztésben viszonylag gyakran találkozni vele.

## Elterjedése és élőhelye
Mexikó: Chiapas állam; Costa Rica. Epifitikus esőerdőkben 700–800 m tengerszint feletti magasságban. Igen ritka növény.

## Jellemzői
Legfeljebb 6 m magas növény, hajtásai 1 m- nél hosszabbak, 70–150 mm szélesek, a karéjok 25–45 mm hosszúak és 10–16 mm szélesek, az areolák a lobusok között fejlődnek, kicsik, 3 rövid tövist hordoznak. Virágai 120 mm hosszaúk, karcsúak, 100–150 mm átmérőjűek, illatosak. A pericarpium zöld, 20 mm hosszú és széles, szőr borítja, valamint világosbarna 3 mm hosszú tövisek, a virágtölcsér bíbor árnyalatú, 30 mm hosszú, 15 mm átmérőjű, pikkelyek fedik, melyek 30–60 mm hosszúak, hónaljukban szőrök és tövisek fejlődnek. A külső szirmok bíborszínűek, a középső szirmok fehéres-bíborszínűek, a belsők teljesen fehérek, némi sárgás árnyalattal. A porzók és a bibe sárgásfehérek. A termés gömbölyded, zöld bogyó, közel 50 tövis borítja, melyek 10–15 mm hosszúak. Magjai 1,5–2 mm hosszúak, fénylő barnás-feketék.

## Felfedezése és rokonsága
A növényt először 1946-ban Thomas MacDougall gyűjtötte, mint az Epiphyllum anguliger-hez közel álló taxont. Virágoztatni először Dr. Harold E. Anthony tudta Jersey-ben 1950 nyarán a növény, melynek virágzása nagy meglepetést hozott, és elárulta, hogy a növény nem rokona az Epiphyllum anguligernek. A ma termesztett növények mind ennek a gyűjtésnek a klónjai. Legközelebbi rokonának a Selenicereus chrysocardium tűnik. Hasonló szármorfológiával továbbá csak az Epiphyllum anguliger és a Weberocereus imitans rendelkezik.